# Gonomyia (Gonomyia) abscondita
Gonomyia (Gonomyia) abscondita is een tweevleugelige uit de familie steltmuggen (Limoniidae). De soort komt voor in het Palearctisch gebied.